# Tiago Silva (football, 1979)
Pour les articles homonymes, voir Thiago Silva (homonymie) et Silva.
Tiago Silva dos Santos dit Tiago Silva est un footballeur brésilien et bulgare né le 4 avril 1979 à Rio Taquari, au Brésil. Tiago Silva évolue au poste de latéral gauche ou de milieu de terrain.
Tiago Silva commence sa carrière au Brésil avant de rejoindre l'Europe et le Bulgarie puis la Belgique. Il remporte notamment le championnat de Bulgarie en 2004-2005. Lors de son passage en Europe, il obtient la nationalité bulgare et joue un match pour l'équipe de Bulgarie. En 2010, il revient au Brésil dans son club formateur de l'Esporte Clube Juventude avant de prendre sa retraite de footballeur professionnel en 2012.

## Carrière en club
Tiago Silva commence sa carrière professionnelle au Brésil, à la Sociedade Esportiva Palmeiras, après s'être formé à l'Esporte Clube Juventude. Sous les ordres de Luiz Felipe Scolari, il remporte la Copa Mercosur 1998 puis rejoint en 2000 l'Associação Atlética Portuguesa Santista. En 2001, il rejoint la Bulgarie et le PFC Litex Lovetch dans lequel il reste trois saisons. Il est ensuite transféré pour trois saisons au FK CSKA Sofia qui domine alors le football bulgare et remporte notamment le championnat de Bulgarie en 2005. Il part ensuite en Belgique et passe trois saisons au KRC Genk entre 2007 et 2010. Silva retourne ensuite au Brésil, à l'Esporte Clube Juventude avant de mettre un terme à sa carrière, après une année au Uniao Suzano.

## Carrière en sélection nationale
En 2004, Silva obtient la nationalité bulgare, et joue son premier match pour l'équipe de Bulgarie le 17 août 2005 lors d'un match amical remporté trois buts à un face à la Turquie,,. Peu avant la coupe du monde 2006, la FIFA refuse de laisser Silva jouer avec la Bulgarie, puisqu'il a déjà été sélectionné en équipe du Brésil des moins de 20 ans, en match officiel, lors de la coupe du monde des moins de 20 ans 1999.

## Palmarès
| - Sociedade Esportiva Palmeiras - Copa Mercosur : - Vainqueur : 1998 |  | - FK CSKA Sofia - Championnat de Bulgarie : - : 2004-2005 |